# Pilema fornicata
Pilema fornicata är en kackerlacksart som först beskrevs av Henri Saussure och Leo Zehntner 1895.  Pilema fornicata ingår i släktet Pilema och familjen jättekackerlackor. Inga underarter finns listade i Catalogue of Life.